# 護摩堂山 (新潟県)
護摩堂山（ごまどうやま）は、新潟県五泉市と南蒲原郡田上町にまたがる標高274mの山。

## 概要

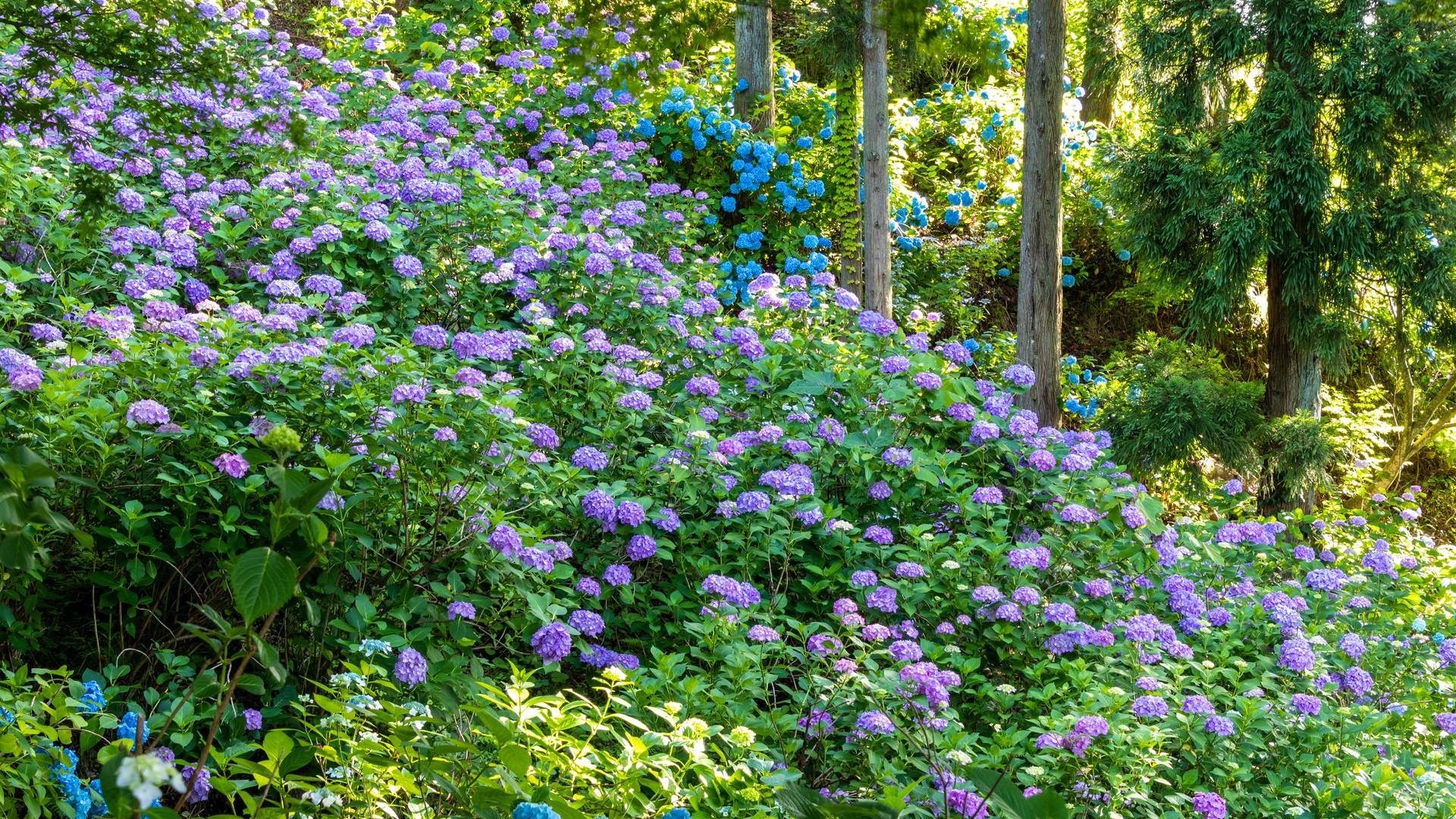
護摩堂山のあじさい園（2020年6月）

山麓周辺に真言宗の寺院が多くあったことから、護摩堂山と名前が付いた。現在は、登山の初心者向けの山として知られる。また、アジサイの名所としても知られており、山頂付近にあじさい園がある。

## 歴史
かつて護摩堂山には護摩堂城があり、鎌倉時代末期に城が築かれた。16世紀後半には甘糟景継が居城とした。現在も、あちこちに堀や土塁・砦の跡が残っている。

## 登山ルート

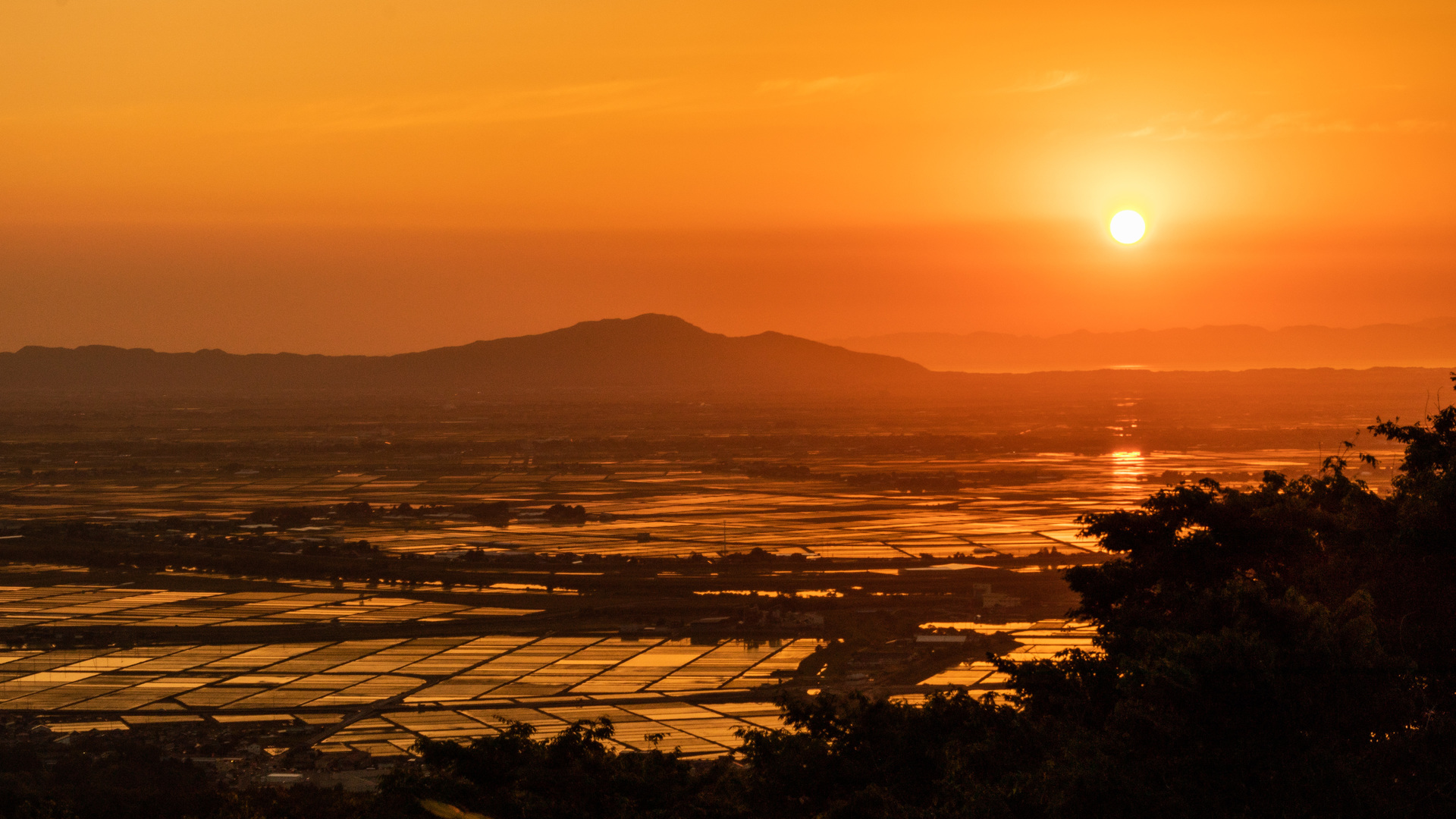
山頂付近から望む越後平野（2019年5月）

護摩堂山登山口駐車場へはJR信越本線・田上駅から日帰り温泉施設「ごまどう湯っ多里館」脇のトンネルを抜け徒歩約15分。または、磐越自動車道・新津ICから車で約30分。登山口駐車場からは山頂まで1.8 km、約40分。